# Джачвліані Лаша Валер'янович
Джачвліані Лаша Валер'янович (також відомий як Лаша Сван та Лаша Очамчирський, нар. 16 квітня 1973, Ахалдаба, Очамчире, за іншими даними — Руставі, Грузинська РСР) — кримінальний авторитет, один з кількох найвпливовіших злодіїв у законі в Україні. За даними МВС України, Лаша разом з «колегою», дніпровським авторитетом Умкою (Сергій Олійник), контролюють криміналітет у Дніпропетровській, Одеській, Миколаївській, Запорізькій областях та частині Західної України. Один з найвпливовіших кримінальних авторитетів України.

## Життєпис
Лаша неодноразово притягувався до кримінальної відповідальності за тяжкі та особливо тяжкі злочини. 1995 року в Москві отримав звання «злодій у законі» від М. Гаделії.
18 липня 2001 року заарештований у Фрязіно близ Москви, згодом випущений. У травні 2002 року затриманий у Грузії на похороні брата Вахо Кардави Тенгіза. 7 липня 2008 року заарештований в Московській області, згодом відпущений на свободу.
16 грудня 2009 року заарештований в Україні співробітниками УБОП, згодом відпущений.
В листопаді 2010 року Джачвліані затримано в Підмосков'ї, при ньому виявлено наркотики, підробні документи. Солнечногорський суд засудив Лашу до 1,5 року умовно. З 2010 року мав український паспорт, але виданий із порушеннями. Рішення про видачу йому громадянства було скасовано.
У квітні 2015 року Лашу було заарештовано в Україні, але за місяць Деснянський суд Києва, незважаючи на розшук Лаші Інтерполом та його зізнання «злодієм в законі», вимоги Італії щодо його екстрадиції, ухвалив рішення відпустити Лашу.
В березні 2019 року Лаша організував у Києві зустріч з іншими представниками злочинних організацій для встановлення свого впливу на кримінальні угруповання, що діють в Україні. Тоді його було затримано, але згодом відпущено. У листопаді 2019 року Лашу повторно затримали в Києві за вказівкою щодо розшуку Інтерполу.
У січні 2020 року, під час розгляду справи, через порушення права на захист при винесенні рішення справу Джачвліані було перенаправлено на новий розгляд, а його звільнено. Відразу після цього його було повторно затримано співробітниками СБУ. 13 лютого 2020 року подав заяву на отримання статусу біженця.
Після цього Державна міграційна служба подала два клопотання щодо примусового видворення"Лаші з утриманням його на час розгляду під вартою. Того ж дня позов було частково задоволено. 18 березня 2020 року Колегія П'ятого апеляційного адміністративного суду задовольнила скаргу захисника Лаші Єлизавети Коноваленко щодо видворення з країни.
19 травня 2021 року затримано в готелі в Дніпрі, того ж дня на летовищі Дніпра було затримано іншого кримінального авторитета Умку (Сергій Олійник) з Дніпра. 21 травня його було заарештовано на два місяці без права на заставу. Під час затримання у злочинців було виявлено «общак» із $3,2 млн Крім грошей було вилучено дорогі авто, холодну та вогнепальну зброю з набоями, понад 60 одиниць коштовних ювелірних виробів. 20 травня Лаші, а 9 липня Умці суд Києва пом'якшив запобіжний захід на домашній арешт.
27 грудня 2022 Умці та Лаші повідомили про підозру у встановленні та поширенні злочинного впливу та організації злочинного зібрання, «сходки», де координувалася злочинна діяльність та конфліктні ситуації.